# Juanito Navarro
Juan Navarro Rubinos popularment conegut com a Juanito Navarro (Madrid, 8 de juliol de 1924 - Madrid, 10 de gener de 2011) va ser un actor espanyol.

## Biografia
Va seguir estudis d'enginyeria aeronàutica. Començà a actuar l'any[1945, en teatre el primer que va fer és la sarsuela còmico-musical La blanca doble de Jacinto Guerrero. A principi de la dècada de 1950 treballà en la companyia de revistes del Teatro La Latina, amb espectacles com El Trust tris tras amb Luis Cuenca, Antonio Garisa i Raquel Daina. Des de 1952 entra a la companyia de revistes del Maestro Cabrera. Interpretant obres còmiques i musicals com Pan, amor y...postre (1955) amb la vedette Carmen Jareño, Lo tomas o ...lo dejas (1957) junt la vedette Amparo de Lerma.
El 1958 decideix formar la seva pròpia Compañía de Comedias on té èxits com ¡Clavijo buscame un hijo! de Francisco G. Loygorri, La mujer compuesta de Luis Tejedor y Alfayete, El orgullo de Albacete, de Pierre Veber i ¡Orozco que te conozco! de Francisco G. Loygorri, que havia estrenat Paco Martínez Soria. L'any 1960 passa a la compnyia de revistes Ramón Clemente y Muñoz Román que el 1959 fan l'antologia delsmestres Francisco Alonso i Jacinto Guerrero titulada Un matraco en Nueva York. En aquest espectacle actua per primera vegada Lina Morgan, al Teatro Alcázar (1958). Juanito estrena aquesta revista per tot Espanya i Lina Morgan la reposa amb Antonio Casal i Addy Ventura a Madrid.
En 1960-1961 Juanito Navarro bat rècord de permanència i taquilla a Madrid, Teatro Alcázar des de 10 d'abril fins a 20 de setembre de 1960. Estrena junt amb lavedette Addy Ventura: Doña Mariquita de mi corazón, de José Muñoz Román, ¡Ya tengo papá y mamá! de Loigorri y Fernández Rica, La heroína de Alpedrete de Daniel Españay López Monis, Un hombre tranquilo d'Adrián Ortega, Don Manuel y la extraña reliquia de José de Juanes, Las novias de Juan García d'Aizpuru y Tejedor, Doña Inés del alma mía de José Muñoz Román. La darrera que fa el Maestro Cabrera va ser ¡Ellas, ellos…y el taxista! d'Arena y Valls.

### De Tony Leblanc a Colsada
El 1962 el popular Tony Leblanc decideix formar la seva companyia de revista i contracta a Manolito Díaz, Antonio Casal i Juanito Navarro o la vedette Addy Ventura. Estrenen al teatre Calderón de Madrid la revista ¡Todos contra Todos! de Tony Leblanc i García Bernalt.
A la temporada següent, Tony Leblanc, que abandonà la companyia per problemes de salut, els escriu ¡Todos con Ella! però sense gaire èxit. Gràcies a Matías Colsada, que ja regentava els teatres La Latina i Monumental de Madrid i el teatre Apolo de Barcelona, es fa amb l'exclusiva de la companyia.
Des del 24 d'abril de 1964, data d'estrena de Ay que ladronas d'Allén, García y Giménez, i que havia estat estrenada el desembre de 1963 en el teatre Apolo de Barcelona per Alady, Queta Claver, Carmen de Lirio, Dorita Imperio i Lilián de Celis.
El 24 de novembre de 1964 Colsada presenta a la companyia amb l'estrena d'El barbero de Melilla de Camilo Murillo y Laurentis, amb les vedettes Finita Rufette i Lina Morgan. La companyia es dissol l'abril de 1965, des d'aquest mateix any Colsada estrena en La Latina Las fascinadoras amb Addy Ventura i Juanito Navarro de primer actor i director. Al mateix temps aquesta mateixa revista s'estrenava al teatre Apolo de Barcelona per Lina Morgan, Alady, Jaqueline Arnaud i Ángela i Adrián Ortega.
Juanito Navarro va treballar 9 temporades amb Lina Morgan.
Des de 1972 Colsada estrena a La Latina espectacles on Juanito Navarro està acompanyat de vedettes – que substituïen Lina Morgan –com Vicky Lussón, Rafaela Aparicio, Ingrid Garbo o Paloma Hurtado i Eugenia Roca. Presenta nobres com Nena no me des tormento amb Paloma Hurtado (Teatre Apolo 1972), Tú Novia es mi mujer (Teatro La Latina 1973), Llevamé a París (Teatro La Latina 1973-74) i La chica del Barrio amb Viky Lusson.
Des de 1975 a 1978 dedica aquests anys a les sales de festa junt a Eugenia Roca.
Des de 1978 forma la seva gran Compañía de Revistas al Teatro Calderón de Madrid, amb èxits com ¡Una vez al año no hace daño! de Juanito Navarro i Algueró (1978-1979) amb el descobriment de la vedette Bibi Andersen i amb el còmic Simón Cabido.
Des d'aquest moment Simón Cabido i Navarro es fan populars gràcies a les històries de Doña Cocleta i Don Ciruelo en els programes de televisió 300 Millones i 625 líneas Estrenen ¡Esta Noche Contigo! (1980-81) i La chispa de la vida (1981-83).
El 1983 es forma un tàndem amb el popular Antonio Ozores i recorren Espanya amb Reír más es imposible. i la seva col·laboració també amb Ozores al programa de televisió Un, dos, tres... responda otra vez i torna amb Simón Cabido per estrenar ¡Entre risas anda el juego! revista musical que a Tele 5 imiten en el programa: Entre platos anda el juego junt a Rafaela Aparicio.
La temporada 1994-95 s'acomiada del gènere de la revista amb ¡Hola Tania! ¿Te han pinchado el teléfono? a l'empresa Colsada i junto la vedette Tania Doris. Passa al gènere de la Sarsuela amb La corte de Faraón (1996), El asombro de Damasco (1998) i ¡Viva Madrid! (1999). La temporada 2000-2001 estrena al Teatro Príncipe-Gran Vía de Madrid la comèdia de Juan José Alonso Millán La novia del príncipe, al costat de Mary Paz Pondal.

## Filmografia
El 1968 va treballar com a actor secundari a la pel·lícula
- Relaciones casi públicas
- Las Leandras (1969)
- El taxi de los conflictos (1969)
- Una chica casi decente (1971)
- En un mundo nuevo (1971)
- Me has hecho perder el juicio (1973)
- Celos, amor y mercado común (1973)
- Cuando el cuerno suena (1974)
- Strip-tease a la inglesa (1975)
- Esclava te doy (1975)
- Canciones de nuestra vida (1975)
- Mauricio, mon amour (1976)
- A la legión le gustan las mujeres (1976)
- La coquito (1977)
- La mujer es un buen negocio (1977)
- Estimado Sr. Juez (1977)
- La masajista profesional (1980)

Als primers anys de la dècada de 1980 començà a treballar amb el director y guionista Mariano Ozores, amb el qual va arribar a rodar fins a 7 títols cada any, i va actuar junt Antonio Ozores, Fernando Esteso i Andrés Pajares en films com:
- El erótico enmascarado (1980)
- Queremos un hijo tuyo (1981)
- 'Qué gozada de divorcio (1981)
- Los chulos (1981)
- El primer divorcio (1981)
- Todos al suelo (1982)
- Los autonómicos (1982)
- El hijo del cura (1982)
- Cristóbal Colón, de oficio descubridor (1982), que en aquell any va ser la pel·lícula que havia recapdat més diners del cinema espanyol fins aquell moment
- Los caraduros (1983)
- La Lola nos lleva al huerto (1983)
- Juana la loca... de vez en cuando (1983)
- El currante (1983)
- El cura ya tiene hijo (1983)
- Cuando Almanzor perdió el tambor (1983)
- Agítese antes de usarla (1983)
- El rollo de septiembre (1984)
- El pan debajo del brazo (1984)
- Al este del oeste (1984)
- Qué tía la CIA (1985)
- Cuatro mujeres y un lío (1985)
- Los presuntos (1986)
- No hija, no (1987)
- Esto sí se hace (1987)
- Esto es un atraco(1987)
- Veneno que tú me dieras (1988)
- Los obsexos (1988)
- Canción triste de... (1988)
- El equipo Aagghh (1989)

Era l'època del destape i actuaven Fedra Lorente, Adriana Vega, Jenny Llada, etc.
Les seves darreres col·labboracions en el cinema van ser Torrente 2: Misión en Marbella (2001) i Torrente 4: Lethal Crisis (Crisis letal) (2010).
La seva darrera col·laboració va ser a Nos Veremos en el Infierno Agost 2010 de mans del Director de cine Martín Garrido Barón. estrenada el 2013.

## Treballs en la televisió

### Sèries
| - Estudio 1 - La chica del gato (9-02-1966) - El pez en el agua (9-03-1966) - Bonaparte quiere vivir tranquilo (13-3-1968) - El landó de seis caballos (4-06-1968) - El Santo de la Isidra (14-05-1971) - El chalet de Madame Renard (03-03-1972) - Las flores (30-03-1973) - Doña Clarines (7-07-1975) - Los ladrones somos gente honrada (4-11-1979) - Mi señor es un señor (11-05-1980) - Entre bobos anda el juego (29-11-1980) - La mosca en la oreja (14-08-1984) - La Risa Española - Es mi hombre (07-03-1969) - El puesto de antiquités de Baldomero Pagés (27-06-1969) - Original - Reunión d'Actores (30-09-1975) | - Este señor de negro - Carola (19-11-1975) - Ritos Ancestrales (14-01-1976) - Encarnitas (21-01-1976) - Novela - La muerte le sienta bien a Villalobos (03-10-1977) - Teatro Breve - La afición (07-02-1980) - La rifa del mantón (06-06-1980) - Ninette y un señor de Murcia (1984) - La Revista - Que me la traigan (2 mayo 1996) - Yola (16 mayo 1996) - Las de armas tomar (23 mayo 1996) - Qué lata ser millonario (30 mayo 1996) - Tío Willy (1999) - ¿Se puede? (2004) - A tortas con la vida (2006) |

### Programes
- Noches del Sábado (1965)
- Fin de año (1965)
- Musical 14.05 (1966)
- Nosotros (1968)
- La casa de los Martínez (1967-1970)
- Galas del sábado (1969)
- Fin de año: Felices 70 (1969)
- Directísimo (1975)
- Música y estrellas (1976)
- Esta noche...fiesta (1978)
- 300 Millones (1978)
- 625 líneas (1980-1981)
- Con las manos en la masa (1985)
- Autorretrato (1985)
- Un, dos, tres... responda otra vez (1983-1986)
- Waku waku (1989-1990)
- Tutti Frutti (1990)
- Entre platos anda el juego (1990-1992)
- Querida Concha (1992)
- Humor cinco estrellas (1992-1993)
- Queridos cómicos (1993)
- Caja de risas: Juanito Navarro (1993)
- Cine de barrio (1995-2003)

## Reial Madrid
Aquest actor optà a la presidència del club de fútbol Reial Madrid el 1985 i el 1988, però va perdre davant Ramón Mendoza.